# Jennifer Tisdale

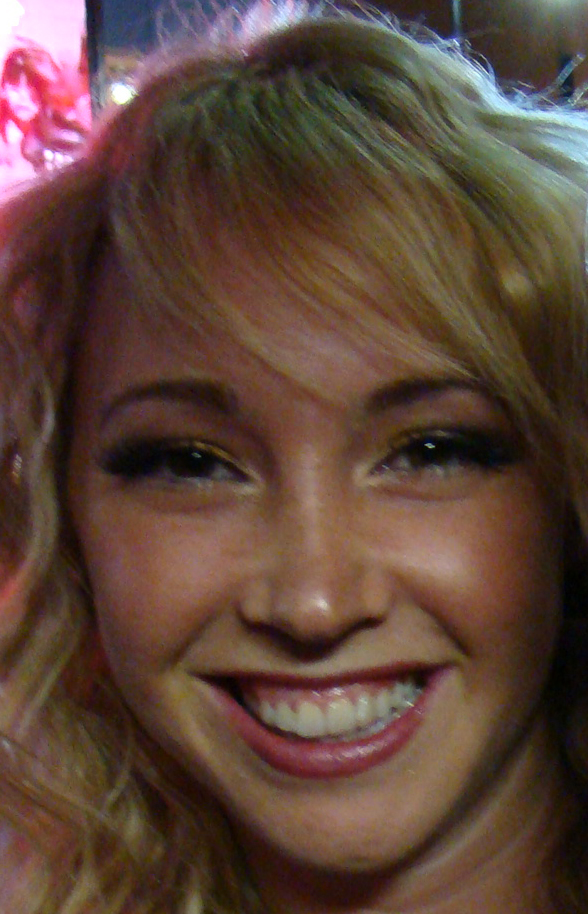
Jennifer Tisdale bei der Premiere des 3D-Films Hannah Montana & Miley Cyrus: Best of Both Worlds Concert im Jahre 2008

Jennifer Kelly Tisdale (* 18. September 1981 in Neptune City, New Jersey) ist eine US-amerikanische Schauspielerin und Sängerin. Sie ist die ältere Schwester von Ashley Tisdale, die vor allem aus den „High School Musical“-Filmen und Hotel Zack & Cody bekannt ist. Ihr Cousin ist der rund 50 Jahre ältere Ron Popeil, ein Erfinder und eine Marketingpersönlichkeit.

## Leben und Karriere
Die im Jahr 1981 in Neptune City im US-Bundesstaat New Jersey geborene Jennifer Tisdale begann ihre Karriere als Schauspielerin verhältnismäßig spät. Nachdem ihre jüngere Schwester bereits in einigen Fernsehserien bzw. Filmen in noch eher kleinen Rollen zum Einsatz gekommen war, konnte Jennifer Tisdale erst im Jahr 2000 ihren ersten nennenswerten Fernsehauftritt vorweisen, als sie zu einer Nebenrolle in einer Episode von City Guys kam. Durch ihre jüdische Mutter und deren Vater Arnold Morris, der Entwickler der Ginsu-Messer ist, sind Jennifer und Ashley Tisdale auch mit dem Geschäftsmann Ron Popeil, der vor allem als Erfinder und als Marketingpersönlichkeit bekannt ist, verwandt. Im Jahre nach ihrem ersten wesentlichen Fernsehauftritt folgten Engagements in den Fernsehserie Boston Public, wo sie in einer Folge zu sehen war, und in der von MTV ausgestrahlten Serie Undressed – Wer mit wem?, wo sie in der fünften Staffel als eine der Hauptdarstellerinnen teilnahm. Während sie 2002 auch in einer ausgestrahlten Folge von Raising Dad – Wer erzieht wen? zum Einsatz kam, folgten im selben Jahr auch ihre beiden ersten namhaften Filmauftritte. So war sie unter anderem in einer Nebenrolle in Mr. Deeds zu sehen und brachte es im Anschluss darauf zu einer der Nebenrollen in Ted Bundy, einem Psychothriller basierend auf dem Leben des 1989 hingerichteten US-amerikanischen Serienmörders Ted Bundy. Nach einem Jahr ohne nennenswerte veröffentlichte Arbeiten kehrte Tisdale im Jahr 2004 zurück auf den Bildschirm, wo sie unter anderem in jeweils einer Folge der Fernsehserien Clubhouse und Keine Gnade für Dad zum Einsatz kam, aber auch eine der Hauptrollen im Film The Hillside Strangler, basierend auf einer wahren Geschichte der Hillside Stranglers, die Ende der 1970er als Serienmörder Los Angeles und vor allem die gesamte Westküste der USA unsicher machten.
Nachdem ihre jüngere Schwester schließlich im Jahr 2005 ihren Durchbruch im Schauspielbereich feierte, konnte Jennifer Tisdale in diesem Jahr keinen nennenswerten Veröffentlichungen aufweisen. Die Erfolge ihrer Schwester förderten im Laufe der Jahre allerdings auch Jennifer Tisdales Karriere, wobei sie es immer häufiger zu Filmrollen brachte. Neben einer Rolle in dem Horrorthriller Dark Ride wurde sie auch in der Produktion von High School Musical – Tanz mit einem Ableger des Films High School Musical, mit dem ihre rund vier Jahre jüngere Schwester ebenfalls internationale Erfolge feierte, als Tänzerin eingesetzt. Im Folgejahr kam sie schließlich auch in einer Folge von Hotel Zack & Cody an der Seite ihrer Schwester, die dabei eine der Hauptrollen innehatte, zu einem Gastauftritt. Des Weiteren folgte in diesem Jahr eine wesentliche Rolle in Girls United: Alles auf Sieg, wo sie in der Rolle der Cheerleaderin Chelsea in Erscheinung trat und im Film auch den Song Don’t You Think I’m Hot sang. Ihre frühere Ausbildung als Cheerleaderin, die unter anderem während ihrer High-School- bzw. Collegezeit – sie besuchte die Cal State Northridge – genoss, waren dabei für ihre Rolle eine wesentliche Hilfe. Obgleich ihres Universitätsabschlusses im Studiengang „Drehbuchschreiben“ schaffte sie es noch zu keiner wesentlichen und namhaften Arbeit als Drehbuchautor. Einen weiteren Auftritt im Jahr 2007 verzeichnete Jennifer Tisdale in der DVD-Produktion There’s Something About Ashley, wo sie in ihrer realen Rolle als Schwester von Ashley Tisdale zu sehen ist.
In den folgenden Jahren nahmen die Produktionen, an denen die Cal-State-Northridge-Abgängerin als Schauspielerin beteiligt ist, wesentlich ab. Neben einer eher unwesentlichen Rolle in House Bunny im Jahr 2008 kam sie in den Jahren 2008 und 2009 in jeweils einer Episode von Zack & Cody an Bord, einem Ableger von Hotel Zack & Cody, deren Cast ihre jüngere Schwester allerdings nicht mehr angehörte, zum Einsatz. Am 7. August 2009 heiratete sie ihren Lebensgefährten Shane McChesnie. Ihre jüngere Schwester Ashley Tisdale agierte dabei als Trauzeugin. Anfang November 2009 gab das Paar Jennifer Tisdales Schwangerschaft bekannt. Am 13. Februar 2010 brachte sie schließlich eine Tochter zur Welt. Außerdem war sie im gleichen Jahr im Film The Brazen Bull in einer Nebenrolle zu sehen.

## Filmografie (Auswahl)
Filme
- 2002: Mr. Deeds
- 2002: Ted Bundy
- 2004: The Hillside Strangler
- 2006: Dark Ride
- 2006: High School Musical – Tanz mit (High School Musical: Dance Along)
- 2007: Girls United: Alles auf Sieg (Bring It On: In It to Win It)
- 2007: There’s Something About Ashley
- 2008: House Bunny
- 2010: The Brazen Bull

Serien
- 2000: City Guys (1 Folge)
- 2001: Boston Public (1 Folge)
- 2001: Undressed – Wer mit wem? (Undressed, Staffel 5)
- 2002: Raising Dad – Wer erzieht wen? (Raising Dad, 1 Folge)
- 2004: Clubhouse (1 Folge)
- 2004: Keine Gnade für Dad (Grounded for Life, 1 Folge)
- 2007: Hotel Zack & Cody (The Suite Life of Zack and Cody, 1 Folge)
- 2008–2009: Zack & Cody an Bord (The Suite Life on Deck, 2 Folgen)

## Trivia
- In den Jahren 2007 und 2008 kam Jennifer Tisdale in den Musikvideos zu den beiden Singles He Said She Said und Not Like That ihrer jüngeren Schwester zum Einsatz.

- Ihre Rolle in Girls United – Alles auf Sieg war bereits ihre dritte, in der sie als Cheerleaderin zum Einsatz kam. Bereits im Jahr 2000 war sie in City Guys und 2004 in Clubhouse in einer solchen Rolle aktiv.